# Sean Backman
Sean Backman (* 29. April 1986 in Cos Cob, Connecticut) ist ein ehemaliger US-amerikanischer Eishockeyspieler und derzeitiger -scout, der im Verlauf seiner aktiven Karriere zwischen 2005 und 2020 unter anderem 140 Spiele für die Eisbären Berlin in der Deutschen Eishockey Liga (DEL) auf der Position des rechten Flügelstürmers bestritten hat. Den Großteil seiner Laufbahn verbrachte Backman jedoch in der American Hockey League (AHL), wo er über 530 Partien absolvierte und im Jahr 2015 mit den Manchester Monarchs den Calder Cup gewann. Sein Vater Mike war ebenfalls professioneller Eishockeyspieler, wie auch seine beiden Schwager Matt Moulson und Jonathan Quick.

## Karriere

### Junioren- und Collegeliga
Nachdem Sean Backman in seiner High-School-Zeit für die Old Farms School aus Avon, einer Stadt seines Heimatstaates Connecticut aktiv war, wechselte er mit 19 Jahren in die United States Hockey League zu den Green Bay Gamblers. Bei den Gamblers war er bereits in seiner ersten Saison sowohl punktbester Spieler als auch Torschützenkönig seines Vereins und empfahl sich damit für das Eishockeyteam der renommierten Yale University. Da alle Sportteams von Yale als Bulldogs bezeichnet werden, lief Backman die folgenden vier Jahre in der ECAC Hockey der nordamerikanischen Universitäts- und Collegeliga NCAA für die Yale Bulldogs aufs Eis. Dabei war er in drei Spielzeiten bester Torschütze seines Teams, zweimal auch punktbester Spieler. In seiner ersten Saison wurde er zum besten Neuling der ECAC gewählt, konnte in seinen beiden letzten Spielzeiten jeweils die Hauptrunde mit seinem Verein gewinnen und in der Saison 2008/09 auch die Meisterschaft der Division, wobei er beim 5:0-Endspielsieg gegen Cornell University drei Treffer erzielte. Nach seiner letzten Saison für Yale im Spieljahr 2009/10 wurde er zum besten Eishockeyspieler der Ivy-League-Universitäten gewählt.

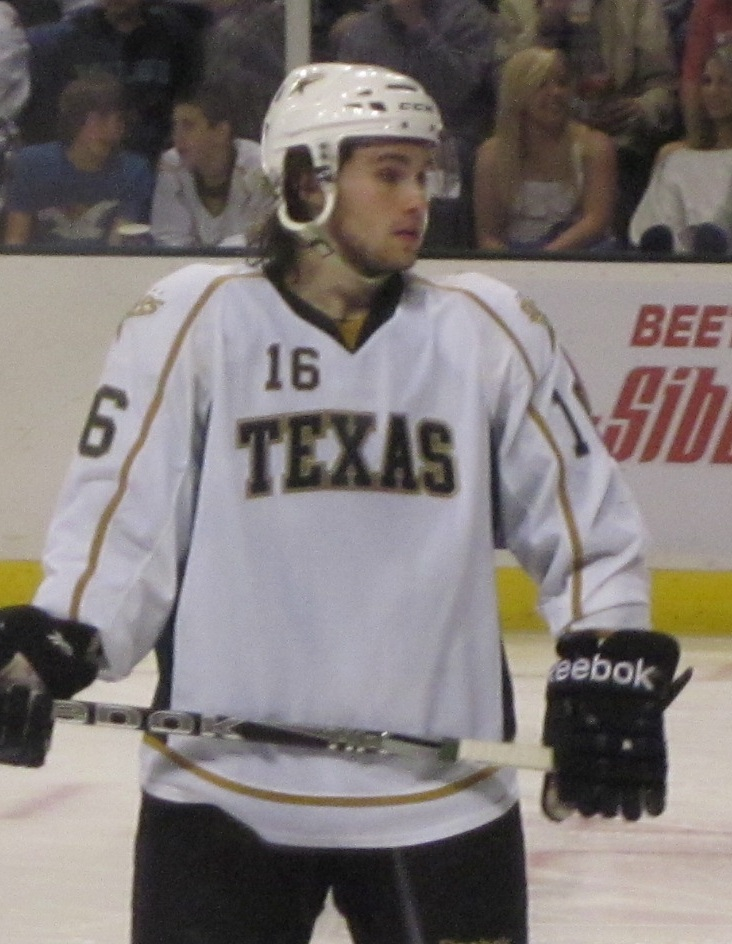
Backman im Trikot der Texas Stars

### Sieben Jahre in der AHL
Zur Saison 2010/11 unterschrieb er seinen ersten Profivertrag als Eishockeyspieler bei den Dallas Stars aus der National Hockey League, für deren Farmteams insbesondere aus AHL den Texas Stars, aber auch den Idaho Steelheads aus der ECHL er aktiv war. Die folgenden beiden Spielzeiten lief Backman für das AHL-Team der New York Islanders, den Bridgeport Sound Tigers aus seinem Heimatstaat Connecticut, aufs Eis. Zur Saison 2013/14 blieb er in Neuengland und schloss sich dem damaligen AHL-Team Manchester Monarchs an. War er in Bridgeport eher in der Defensive eingesetzt, unter anderem beim Unterzahlspiel als sogenannter Penalty-Killer, übernahm er bei den Monarchs – wie in seiner Collegezeit – wieder eine offensivere Rolle und konnte so in seiner zweiten Spielzeit 61 Punkte (24 Tore) zur AHL-Meisterschaft seines Teams 2015 beitragen. Im Rahmen der strukturellen Veränderungen innerhalb der AHL zur Saison 2015/16, bei welcher auch im Bundesstaat Kalifornien AHL-Teams etabliert wurden, blieb Backman zwar beim AHL-Vertreter der Los Angeles Kings, welches jedoch ab dieser Spielzeit die Ontario Reign waren. In seiner ersten Spielzeit an der Westküste war er Ontarios punktbester Spieler in der Hauptrunde und spielte auch die folgende Saison für das Team aus Kalifornien.

### Wechsel nach Deutschland in die DEL
Zur Saison 2017/18 wechselte der als sehr schneller Schlittschuhläufer geltende Flügelstürmer erstmals in seiner Karriere ins Ausland und schloss sich den Eisbären Berlin aus der DEL an. In seiner ersten Saison für die Eisbären wurde er mit 45 Punkten bester Scorer des Teams in der Hauptrunde und mit 24 Toren einer der Top-Torschützen der DEL. Sein Vertrag wurde daraufhin bei den Berlinern während der Saison um  zwei Jahre bis 2020 verlängert. Im Oktober 2019 erlitt er im Spiel gegen die Nürnberg Ice Tigers nach einem Bodycheck ein schweres Schädel-Hirn-Trauma und absolvierte seither kein Eishockeyspiel mehr.
Mit Beginn der Saison 2022/23 ist Backman als Scout bei den Florida Panthers aus der NHL tätig.

## Erfolge und Auszeichnungen
| - 2007 ECAC Rookie of the Year - 2009 Whitelaw-Cup-Gewinn mit der Yale University - 2009 ECAC Second All-Star Team - 2010 ECAC First All-Star Team - 2010 NCAA East Second All-American Team | - 2010 Ivy League Player of the Year - 2015 Calder-Cup-Gewinn mit den Manchester Monarchs - 2016 Teilnahme am AHL All-Star Classic - 2018 Deutscher Vizemeister mit den Eisbären Berlin |

## Karrierestatistik
(Legende zur Spielerstatistik: Sp oder GP = absolvierte Spiele; T oder G = erzielte Tore; V oder A = erzielte Assists; Pkt oder Pts = erzielte Scorerpunkte; SM oder PIM = erhaltene Strafminuten; +/− = Plus/Minus-Bilanz; PP = erzielte Überzahltore; SH = erzielte Unterzahltore; GW = erzielte Siegtore; 1 Play-downs/Relegation; Kursiv: Statistik nicht vollständig)